# Francisco Larrando de Mauleón
Francisco Larrando de Mauleón (Mediana de Aragón, 28 de octubre de 1644 – Zaragoza, 1736) fue un militar, matemático e ingeniero español.

## Biografía

### Formación y enseñanza
Nacido en Aragón en una familia de origen navarro, su padre era de origen noble, se había asentado en Mediana y adquirido algunas tierras aunque su situación económica no era excesivamente boyante. Francisco se formó en el Colegio Imperial de Madrid de Jacobo Kresa. Llegó a ser ayudante de Kresa en dicho colegio. El colegio era un centro civil, si bien actuó en la práctica como una fuente de formación para el ejército dada la necesidad de conocimiento técnico para realizar fortificaciones y operar artillería. Tras sus estudios entró en la milicia y alcanzó el rango de capitán de infantería.
En 1693 pidió destino en Cataluña y fue profesor de la recién creada Academia de Matemáticas de Barcelona que formaba a los oficiales del arma de ingeniería. Durante la Guerra de los Nueve Años sirvió a las órdenes de Juan Vázquez de Acuña y Bejarano en los asedios de Hostalrich, Palamós y Castellfollit en el frente catalán mientras impartía clases, así como en la defensa de Barcelona. Sin embargo, no fue ascendido pese a sus solicitudes y su conocimiento técnico, en buena parte por su escasa veteranía.
Tras la guerra publicó un tratado sobre los Elementos de Euclides y un Estoque de la guerra y arte militar. Entre otras innovaciones, destacó por una de las primeras propuestas de fusiles con bayonetas como línea contra la caballería enemiga y por el estudio de polvorine que redujeran el impacto de bombardeos enemigos. Este último tipo de medidas requería un fuerte conocimiento geométrico de curvas catenarias su cálculo, considerándose diseños elípticos frente a bóvedas de cañón. Fue particularmente influyente en las posteriores generaciones de ingenieros militares españoles dadas las ilustraciones de su obra, que lo hacían un importante material didáctico. Larrando de Mauleón fue propuesto para la cátedra de Matemáticas Artillería y Fortificación, si bien se prefirió a otros oficiales por motivos políticos. Notablemente, durante la unificación de las escuelas de Madrid y Barcelona se sospechaba de posibles lealtades austríacas entre los profesores de Barcelona en el marco del naciente conflicto sucesorio. Larrando de Mauleón abandonó entonces la enseñanza.

### La guerra de sucesión española
Combatió pese a ello en la guerra de sucesión española que estalló en 1701 en el bando borbón. Participó en las últimas cortes privativas del reino de Aragón, las Cortes de Zaragoza de 1702 en las que se aprobaron fondos para la guerra. Sin embargo Mauleón estuvo entre los diputados recelosos de aprobar la ayuda en defensa de los fueros del reino. Más significativo su papel en el sitio de Gibraltar, que había caído en manos inglesas, y en la fallida defensa de Barcelona. Aunque nombrado ingeniero jefe de Aragón por su desempeño en los combates subsiguientes en el entorno de Barcelona, en 1708 fue preso en el castillo de Monroy por un escándalo de corrupción. Por correspondencia personal posterior, coincide cronológicamente con un conflicto que tuvo con el marqués de Castelar, con cuyo tesorero discrepó. Se especula con que debió ser absuelto pues pronto vuelve a constar en el frente durante el Sitio de Tortosa (1708).
Tras caer enfermo pasó a actividades de retaguardia en Fraga, Zaragoza, Lérida y Monzón, principalmente como inspector de fortificaciones. Trató de crear una nueva academia de matemáticas en Zaragoza y durante la reorganización del arma de ingenieros en 1711 tuvo un papel destacado como ingeniero de la Aljafería y supervisor general en Aragón. No logró sin embargo el mando de alguna plaza, como solicitó, y sufrió en cambio perjuicios económicas por asolar los austracistas su hacienda. Zaragoza fue perdida y recuperada por el bando borbón en 1710 y Mauleón participó en la subsecuente campaña en Estadilla, Benabarre y Graus en 1711, siendo notable su ejecución de un puente para la toma de Balaguer. Fue herido en la toma de Castellví en 1712 y participó en la toma de Barcelona en 1714. Sus problemas económicos, que él atribuía a su enfrentamiento con el marqués de Castelar, le acompañaron toda la campaña.

### Obras en Pamplona y Aragón
En el periodo 1718-1720 participó en la fortificación de Pamplona (notablemente en la Taconera), San Sebastián y Fuenterrabía. Sus trabajos en Pamplona fueron sin embargo objeto de la crítica del otro gran especialista español en fortificaciones del periodo, Jorge Próspero de Verboom. Verboom fue a su vez acusado de nepotismo y tuvo conflictos con otros ingenieros que participaron en los proyectos, como Carlos Robelin, redactor del proyecto en Pamplona que no había sido ejecutado por Mauleón pero que fue señalado por este como el responsable de las deficiencias. El complicado carácter de Verboom supuso que en el distrito las desavenencias se extendieran al también ingeniero Luis de Langot, y al gobernador de la plaza, el conde de las Torres.
Mauleón ejerció desde 1720 en su Aragón natal. Durante sus últimos años realizó múltiples obras militares y civiles, incluyendo un polvorín en el monte Torrero, fortificaciones para Fraga, una ermita en Jaca, un cuartel en Barbastro, un castillo en Arén y trabajos topográficos sobre el río Cinca tras su desbordamiento. Sufrió sin embargo un arresto en 1725 por sus desavenencias con Verboom sobre Pamplona, que aún continuaban.
Falleció en Zaragoza en 1736 con el rango de mariscal de campo.